# ダークバッグ

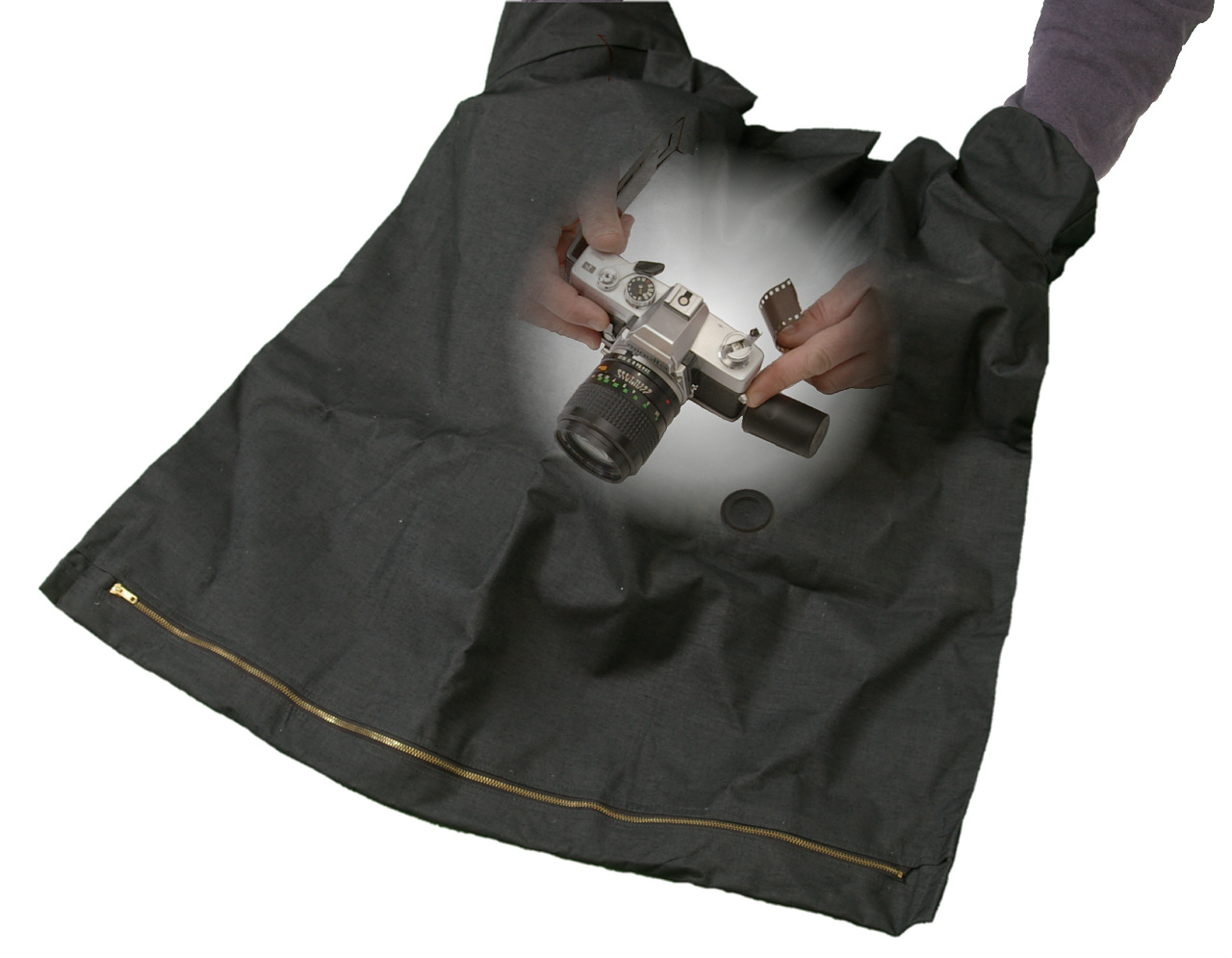
標準的なダークバッグ(透視画像)

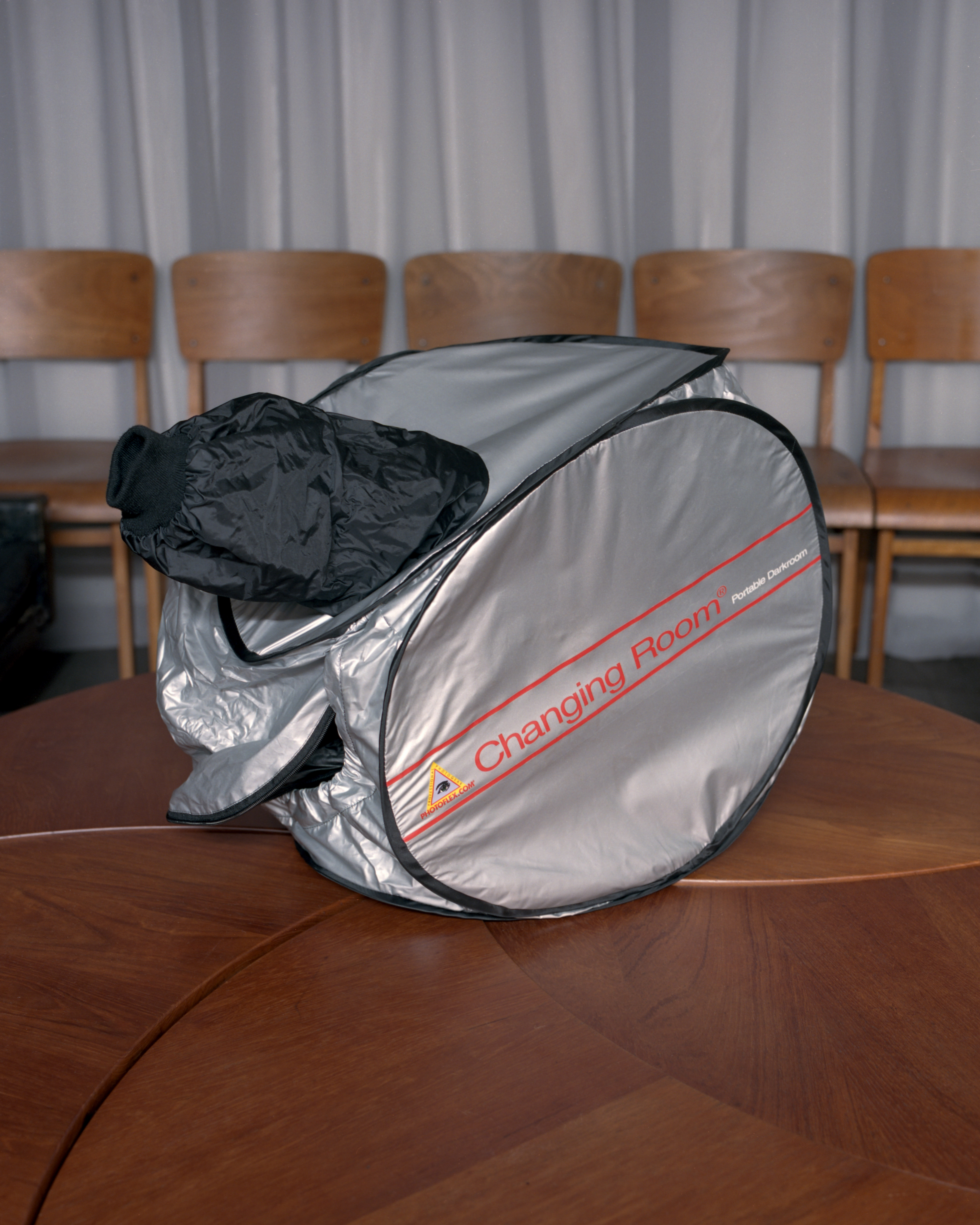
大型カメラ用のダークバッグ

ダークバッグとは、写真フィルムを外光に当てないように作業を行うために、全暗環境を作り出す携帯型の袋状の作業具である。チェンジバッグ、セーフティバッグ、携帯簡易暗室などと呼ばれることもある。
4×5フィルムのホルダーへの装填、カメラトラブルの際の写真フィルムの取り出し、フィルム現像の際の現像タンクへの装填などに用いられる。
素材はナイロンなどでできており、3か所の開口部がある。うち1か所はフィルムや現像タンクなどの物品の出し入れをするためのものである。ここはファスナーによって開け閉めできるようになっているが通常二重になっている。残り2つは腕を入れて中で作業をするためのものであり、ゴムひもなどで開口部を萎めて外光が入らないようになっている。
同じ用途の用具として、袋状のダークバッグに対し、箱状のダークボックスもある。